# David Brevik
David Brevik (født 14. februar 1968) er en computerspiludvikler og muligvis bedst kendt som medstifter af Blizzard North (dengang under navnet Condor), det succesfulde spilfirma bag populære udgivelser såsom Diablo-serien. Han blev uddannet på California State University, Chico fra 1986 til 1991. Efter at have været Lead Technical Director hos Iguana Entertainment, forlod han firmaet for at stifte Condor / Blizzard North i september 1993 hvor han frem til 2003 var firmaets direktør. Han trak sig og var medstifter af Flagship Studios (i 2003) såvel som Ping0 (i 2006), et søsterfirma til Flagship Studios. Efter firmaet gik i opløsning blev han udpeget som ny 'creative director' for Turbine og dets nye studie på den amerikanske vestkyst. 